# Lagoa do Piavuçu
A lagoa do Piavuçu é uma lagoa situada no distrito de Santo Antônio de Leverger, no município de Santo Antônio de Leverger, no estado do Mato Grosso, no Brasil.

## Etimologia
"Piavuçu" procede do tupi antigo piabusu, que significa "piaba grande" (piaba, piaba + usu, grande).